# Just Fly Away
「Just Fly Away」（ジャスト・フライ・アウェイ）は、米倉千尋の12thシングルである。初回版は「米倉千尋×モンコレナイト」封入。

## 収録曲
1. Just Fly Away
  - 作詞・作曲：米倉千尋、編曲：勝又隆一
  - テレビアニメ「六門天外モンコレナイト」ファーストオープニング主題歌。
  - 5thアルバム『apples』と、ベスト・アルバム『BEST OF CHIHIROX』にも、収録されている。
2. Sweet True Love
  - 作詞：米倉千尋、作曲・編曲：MASAKI
  - テレビアニメ「六門天外モンコレナイト」ファーストエンディング主題歌。
  - ベスト・アルバム『BEST OF CHIHIROX』にも、収録されている。
3. Just Fly Away（off vocal version）
4. Sweet True Love（off vocal version）